# Harold Eugene Edgerton

Harold Eugene Edgerton (6 de abril de 1903, Fremont, Nebraska - 4 de enero de 1990, Cambridge, Massachusetts) fue un fotógrafo e ingeniero eléctrico estadounidense.
Era estudiante del Instituto Tecnológico de Massachusetts cuando en 1926 había ya desarrollado un tubo de flash que podía producir destellos de elevada intensidad lumínica en tan sólo 1/1,000,000 de segundos. Este invento sigue siendo utilizado en los dispositivos fotográficos de hoy en día y ya que puede también emitir ráfagas de luz repetidamente en breves intervalos regulares, es ideal para usarse co